# Факторы, индуцируемые гипоксией
Факторы, индуцируемые гипоксией, также HIFs (сокр. от англ. Hypoxia-inducible factors) — группа транскрипционных факторов, которая реагируют на уменьшение количества кислорода в клетках или на гипоксию.

## Открытие
Транскрипционный комплекс HIF был открыт в 1995 году Греггом Л. Семензой и его постдокторантом Гуаном Вангом. В 2016 году Уильям Келин-мл, Питер Дж. Рэтклифф и Грегг Л. Семенза были удостоены премии Ласкера за работу по выяснению роли HIF-1 в распознавании кислорода и его роли в выживании в условиях низкого содержания кислорода. В 2019 году эти же три человека были совместно удостоены Нобелевской премии по физиологии и медицине за «работу по выяснению того, как HIF распознаёт и адаптирует клеточный ответ на доступность кислорода».

## Структура
Большинство, если не все, аэробные виды живых существ экспрессируют высококонсервативный транскрипционный комплекс HIF-1, который является гетеродимером, состоящим из альфа- и бета-субъединиц, причём последний представляет собой конститутивно-экспрессированный ядерный транслокатор рецептора AHR (ARNT). HIF-1 относится к подсемейству PER-ARNT-SIM (PAS) базового семейства транскрипционных факторов, основанного на мотиве спираль-петля-спираль (bHLH). Альфа и бета-субъединица сходны по структуре и обе содержат следующие домены:
- N-конец — домен bHLH для связывания ДНК
- центральный регион — домен Per-ARNT-Sim (PAS), который облегчает гетеродимеризацию
- С-конец — укомплектовка (рекрутинг) транскрипционных корегуляторных белков.

| Фактор, индуцируемый гипоксией-1                    | Фактор, индуцируемый гипоксией-1 |
| --------------------------------------------------- | -------------------------------- |
| Структура комплекса HIF-1α-pVHL-ElonginB-ElonginC . |                                  |
| Идентификаторы                                      |                                  |
| Символ                                              | HIF-1                            |
| Pfam                                                | PF11413                          |
| Доступные структуры белков                          |                                  |
| Pfam                                                | структуры                        |
| PDB                                                 | RCSB PDB; PDBe; PDBj             |
| PDBsum                                              | 3D-модель                        |

| Область трансактивации С-конца HIF-1α | Область трансактивации С-конца HIF-1α |
| ------------------------------------- | ------------------------------------- |
| Структура HIF-1α.                     |                                       |
| Идентификаторы                        |                                       |
| Символ                                | HIF-1a_CTAD                           |
| Pfam                                  | PF08778                               |
| InterPro                              | IPR014887                             |
| SCOP                                  | 1l3e                                  |
| SUPERFAMILY                           | 1l3e                                  |
| Доступные структуры белков            |                                       |
| Pfam                                  | структуры                             |
| PDB                                   | RCSB PDB; PDBe; PDBj                  |
| PDBsum                                | 3D-модель                             |

## Члены семейства
В таблице указаны члены семейства HIF человека:
| название | ген   | белок                                               |
| -------- | ----- | --------------------------------------------------- |
| HIF-1α   | HIF1A | Фактор, индуцируемый гипоксией 1, альфа-субъединица |
| HIF-1β   | ARNT  | Ядерный транслокатор AHR                            |
| HIF-2α   | EPAS1 | эндотелиальный белок домена PAS1                    |
| HIF-2β   | ARNT2 | Ядерный транслокатор 2 рецептора AHR                |
| HIF-3α   | HIF3A | Фактор, индуцируемый гипоксией 3, альфа-субъединица |
| HIF-3β   | ARNTL | Ядерный транслокатор 3 рецептора AHR                |

## Выполняемые функции
Экспрессия HIF-1α в гемопоэтических стволовых клетках объясняет природу покоя стволовых клеток, поскольку метаболизм в них поддерживается на низком уровне, что позволяет сохранять потенцию стволовых клеток в течение длительного времени в жизненном цикле организма.
Сигнальный каскад HIF опосредует влияние гипоксии, состояния низкой концентрации кислорода, воздействующей на клетку. Гипоксия часто препятствует дифференцировке клеток. Однако гипоксия способствует образованию кровеносных сосудов и имеет важное значение для формирования сосудистой системы у эмбрионов и злокачественных опухолей. Гипоксия в ранах также способствует миграции кератиноцитов и восстановлению эпителия.
В целом, HIFs имеют жизненно важное значение для развития. У млекопитающих удаление генов HIF-1 приводит к перинатальной смерти. Было показано, что HIF-1 имеет жизненно важное значение для выживания хондроцитов, позволяя клеткам адаптироваться к условиям с низким содержанием кислорода при эндохондриальной оссицификации в костях. HIF играет центральную роль в регуляции метаболизма человека.

## Механизм действия

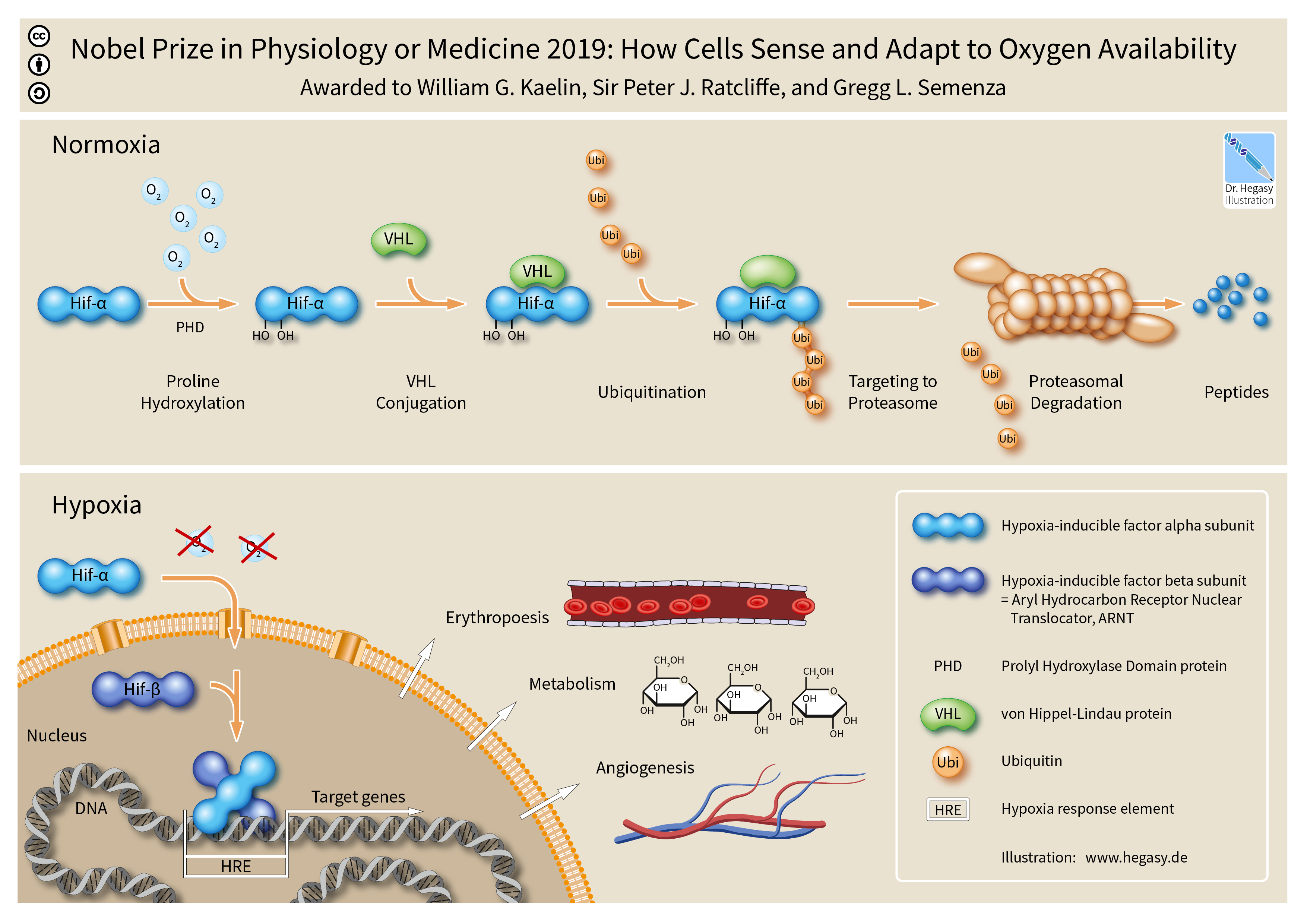
Нобелевская премия по физиологии и медицине 2019 года: Как клетки чувствуют доступность кислорода и адаптируются к нему. В нормоксических условиях HIF-1α гидроксилируется по двум остаткам пролина. Затем гидроксилированный комплекс связывается с VHL и помечается убиквитином, что приводит к протеосомной деградации. В условиях гипоксии HIF-1α перемещается в ядро клетки и связывается с HIF-1β. Затем этот комплекс связывается с участком ДНК — HRE, что приводит к транскрипции генов, которые участвуют во множестве процессов, включая эритропоэз, гликолиз и ангиогенез.

Альфа-субъединицы HIF гидроксилируются в консервативных остатках пролина, с помощью HIF-пролилгидроксилаз, она позволяет их распознавать и убиквитинировать посредством VHL убиквитин-E3-лигазы, которая маркирует их для быстрой деградации протеасомами. Это происходит только в нормоксических условиях. В гипоксических условиях ингибитор HIF-пролилгидроксилазы ингибируется, поскольку он использует кислород в качестве косубстрата (сопутствующего субстрата).
Ингибирование переноса электрона в комплексе сукцинатдегидрогеназы из-за мутаций в генах SDHB или SDHD может вызвать накопление сукцината, который ингибирует пролиферацию гидроксилазы HIF, тем самым стабилизируя HIF-1α. Такое состояние называется псевдогипоксией.
HIF-1, стабилизированный гипоксическими состояниями, активирует несколько генов, которое способствует выживанию в условиях низкой концентрации кислорода. К ним относятся гликолизные ферменты, которые позволяют синтезировать АТФ независимым от кислорода образом и фактором роста эндотелия сосудов (VEGF), который способствует ангиогенезу. HIF-1 действует путём связывания с элементами, реагирующими на гипоксию (HREs), в промоторах, содержащих последовательность 5'-RCGTG-3' (где R — пурин, либо A, либо G). Исследования показывают, что гипоксия модулирует метилирование гистонов и перепрограммирует хроматин. Эта работа была опубликована одновременно с работой лауреата Нобелевской премии по физиологии и медицине 2019 года Уильяма Кейлина-младшего. Данная работа была отмечена в независимой редакционной статье.
Было показано, что белок антагонизирующиая А-киназа мышц (mAKAP) рекрутировал убиквитин-E3-лигазу, влияя на стабильность и позиционирование HIF-1 внутри его места действия в ядре. Истощение mAKAP или нарушение его нацеливания на перинуклеарную (в кардиомиоцитах) область изменяет стабильность HIF-1 и транскрипционную активацию генов, связанных с гипоксией. Таким образом, «компартментализация» чувствительных к кислороду сигнальных компонентов может влиять на гипоксический отклик.
Передовые знания о молекулярных регуляторных механизмах активности HIF1 в гипоксических условиях резко контрастируют с нехваткой информации о механистических и функциональных аспектах, влияющих на регуляцию HIF1, опосредованной NF-κB, в нормоксических условиях. Тем не менее, стабилизация HIF-1α также обнаруживается в негипоксических условиях через неизвестный до недавнего времени механизм. Было показано, что NF-κB (ядерный фактор κB) является прямым модулятором экспрессии HIF-1α в присутствии нормального давления кислорода. Исследования миРНК (малые интерферирующие РНК) для отдельных членов NF-κB выявили дифференциальные эффекты на уровне мРНК HIF-1α, это указывает на то, что NF-κB может регулировать экспрессию базального HIF-1α. Наконец, было показано, что, когда эндогенный NF-κB индуцируется TNF-α (фактор некроза опухолей α), уровни HIF-1α также изменяются, в зависимости от NF-κB. HIF-1 и HIF-2 имеют разные физиологические роли. HIF-2 регулирует продукцию эритропоэтина во взрослой жизни.

### Репарация, регенерация и омоложение тканей
В нормальных условиях после травмы HIF-1α разрушается пролилгидроксилазами (PHD). В июне 2015 года учёные обнаружили, что длительная активация HIF-1α с помощью ингибиторов PHD регенерирует утраченные или повреждённые ткани у млекопитающих, у которых есть реакция восстановления;  а дальнейшее снижение уровня HIF-1α приводит к заживлению с образованием рубцов у млекопитающих с предшествующей регенеративной реакцией на потерю ткани. Регуляция HIF-1a может либо отключить, либо включить ключевой процесс регенерации млекопитающих. Одним из таких регенеративных процессов, в которых участвует HIF1A, является заживление кожи. Исследователи из Медицинской школы Стэнфордского университета продемонстрировали, что активация HIF1A способна предотвращать и лечить хронические раны у пожилых мышей с диабетом. Раны у мышей не только заживали быстрее, но и качество новой кожи было даже лучше, чем оригинал. Кроме того, было описано регенеративное воздействие модуляции HIF-1A на клетки старой кожи и у пациентов было продемонстрировано омолаживающее действие на стареющую кожу лица. Модуляция HIF также положительно влияет на выпадение волос. Этот механизм использует биотехнологическая компания Tomorrowlabs GmbH, основанная в Вене в 2016 году врачом Домиником Душером и фармакологом Домиником Тором. На основе запатентованного активного ингредиента HSF («Фактор усиления HIF») были разработаны продукты, которые, как предполагается, способствуют регенерации кожи и волос.

## Факторы гипоксии в качестве терапевтической цели

### Анемия
В настоящее время разработано несколько препаратов, являющихся селективными ингибиторами пролил-гидроксилазы HIF. Наиболее известными соединениями являются: Роксадустат (FG-4592); Вададустат (AKB-6548), Дапродустат (GSK1278863), Дезидустат (ZYAN-1), и Молидустат (Bay 85-3934), все из которых предназначены для перорального применения в качестве препаратов для лечения анемии. К другим важным соединениям этого семейства, которые используются в исследованиях, но не были разработаны для медицинского применения у человека, относятся MK-8617, YC-1, IOX-2, 2-метоксиэстрадиол, GN-44028, AKB-4924, Bay 87-2243, FG-2216 и FG-4497. За счёт ингибирования фермента пролил-гидроксилазы повышается стабильность HIF-2α в почках, что приводит к увеличению эндогенной продукции эритропоэтина. Оба препарата компании FibroGen прошли II фазу клинических испытаний, однако в мае 2007 г. они были временно приостановлены после смерти участника испытаний, принимавшего FG-2216, от фульминантного гепатита (печёночной недостаточности), однако неясно, действительно ли эта смерть была вызвана FG-2216. Запрет на дальнейшие испытания FG-4592 был снят в начале 2008 года, после того как FDA рассмотрело и одобрило подробный ответ компании FibroGen. Роксадустат, вададустат, дапродустат и молидустат перешли в фазу III клинических испытаний для лечения почечной анемии.

### Воспаление и рак
В других сценариях и в отличие от описанной выше терапии, исследования показывают, что индукция HIF в условиях нормоксии может иметь серьёзные последствия в условиях заболевания с хроническим воспалительным компонентом. Также было показано, что хроническое воспаление является самоподдерживающимся и искажает микроокружение в результате аберрантно активных факторов транскрипции. Как следствие, в клеточном окружении происходят изменения баланса|факторов роста, хемокинов, цитокинов и АФК, которые, в свою очередь, обеспечивают ось роста и выживания, необходимую для развития рака de novo и метастазирования. Эти результаты имеют многочисленные последствия для ряда патологий, при которых происходит дерегуляция NF-κB и HIF-1, включая ревматоидный артрит и рак. Поэтому считается, что понимание перекрёстного взаимодействия между этими двумя ключевыми транскрипционными факторами — NF-κB и HIF — значительно улучшит процесс разработки лекарств.
Активность HIF участвует в ангиогенезе, необходимом для роста раковых опухолей, поэтому ингибиторы HIF, такие как фенетилизотиоцианат и акрифлавин, с 2006 года исследуются на предмет противоракового действия.

### Неврология
Исследования, проведённые на мышах, показывают, что стабилизация HIF с помощью ингибитора пролил-гидроксилазы HIF улучшает гиппокампальную память (коротковременную), вероятно, за счёт увеличения экспрессии эритропоэтина. Активаторы пути HIF, такие как ML-228, могут оказывать нейропротекторное действие и представляют интерес в качестве потенциальных методов лечения инсульта и травм спинного мозга.

### Почечно-клеточная карцинома, ассоциированная с болезнью фон-Хиппеля — Линдау
Белзутифан — ингибитор HIF-2α, исследуемый для лечения почечно-клеточной карциномы, ассоциированной с болезнью фон Хиппеля — Линдау.